# Velika zadnjična mišica
Velika zadnjična mišica (latinsko musculus gluteus maximus) široka, ploščata mišica štirikotne oblike. Leži na površini in je najmočnejša v skupini. Izvira z zunanje strani črevnice in križnice ter se pripenja na grčavino na lateralni strani stegnenice.
Je ekstenzor, zunanji rotator in abduktor kolčnega sklepa.
Oživčuje jo živec gluteus inferior (L5, S1 in S2).